# ريغي نيلسون
ريغي نيلسون (بالإنجليزية: Reggie Nelson)‏ (و. 1983  م) هو لاعب كرة قدم أمريكية، من الولايات المتحدة، ولد في ملبورن، فلوريدا، يلعب كمُؤمن ‏.

## التعليم
تعلم في جامعة فلوريدا.

## روابط خارجية
- ريغي نيلسون على موقع إي إس بي إن.كوم (أن.أف.أل)3
- ريغي نيلسون على موقع مرجع كرة القدم المحترفة.كوم (الإنجليزية)